# 聞賢
聞賢（1503年—？），字國賓，貴州永寧衛人，官籍，明朝政治人物。

## 生平
嘉靖十六年（1537年）丁酉科貴州鄉試第十名舉人，二十年（1541年）中式辛丑科會試第一百八十名，三甲第七十二名進士。授荊州府推官。

## 家族
曾祖聞祥；祖父聞志連；父聞鉞。前母周氏；母錢氏；繼母趙氏、張氏、丁氏。永感下。弟聞質、聞實。